# ツボカビ門
ツボカビ門（ツボカビもん）は、菌界の中の分類群で、鞭毛を持つ遊走細胞を形成する。有機物表面に付着するものでは、遊走細胞を放出する際に丸いふたが開くものがあり、その姿が壺のようなのでこの名がある。
サカゲツボカビは真菌（菌界）ではない別グループ。

## 一般的特徴
ツボカビ門は、鞭毛を有する細胞を生じることを特徴とする菌類である。
菌体の構造は、分類群によって様々であるが、簡単な構造のものが多い。
細胞内寄生する単細胞生物や、細胞本体は基質表面に付着し、基質中にわずかに仮根状菌糸をのばすもの、複数の細胞体がつながった構造にまで発達するものなどがあるが、真の菌糸は形成しない。
単細胞のものでは、細胞の内容がすべて遊走細胞となり、仮根状菌糸を持つものは細胞体部分のみが遊走細胞になる。遊走細胞は後方に鞭状鞭毛を1本持つ。
この類の体制に関してはいくつかの特殊な用語がある。細胞の内容すべてが配偶子や遊走子に変化するものは全実性(holocarpic)と呼ばれる。これに対して、菌糸状の部分があるなど、菌体に遊走細胞にならない部分が残るものを分実性(eucarpic)という。菌体に遊走細胞になる部分が一つしかないものを単心性(monocentric)、複数の遊走細胞になる部分ができるものを多心性(polycentric)という。
ツボカビ目では全実性のもの、分実性で単心性のもの、分実性で多心性のものなどがある。分実性で単心性のものは、球形の遊走子のうの基部から仮根状の菌糸が基質中に伸びた形である。分実性で多心性のものは、球形の遊走子のうが、ごく細い菌糸によって多数連結された姿のものである。それ以外の菌類にこれらの語を当てはめれば、ほとんど全部が分実性で多心性と言うことになる。
多くのものでは菌体は単相であり、遊走子は単独で基質上で発芽し、新たな菌体を生じるという無性生殖を行う。

## 生息場所
ツボカビは、泥炭地、沼地、河川、池、湧水、溝などのさまざまな水生生息地、および酸性土壌、アルカリ性土壌、温帯森林土壌、熱帯雨林土壌、北極および南極土壌などの陸上生息地から分離されている 。ゆえにツボカビは一般的に 水生菌類と捉えられるが、土壌粒子の回りの網目状ネットワークで生育するものは陸上性とされる。多くのツボカビの種はコスモポリタンであると考えられていたが、近年の分類学的研究により、遺伝的及び超微細構造のレベルでは多様性を持っている事が実証されている。
過去には、ツボカビ（及びその他の水生菌類）は主に、春、秋、冬に活動的になると考えられていたが、夏季の湖での分子生物学的調査における微生物目録では、ツボカビは真核生物群集において活発で多様である事を示した。
ツボカビが繁栄している意外な陸地環境の一つが周氷河地形の土壌である 。氷河周辺の土壌に大量の水分があり、木質線の下から花粉が吹き上がるため、これらの凍結地域では植物は少ない環境であるが、ツボカビの個体数は支えられている。

## 人間との関係
寄生性のものの一部に植物の病原体となるものがある。ボウフラキンは蚊の防除に役立つのではないかと期待されている。
それ以外のものは、微小藻類や菌類に寄生するもの、水中の有機物に腐生的に生活しているものが多く、特に関わりを持つ場面はない。小型のものが多いので、目につく機会もほとんどない。

### カエルツボカビ症
カエルツボカビ症（かえるつぼかびしょう）は、ツボカビの一種カエルツボカビ (Batrachochytrium dendrobatidis) によって引き起こされるもので、ツボカビに感受性のある両生類の感染症である。ただし耐性を持った両生類も多く存在することがわかっており、日本では大きな問題は生じていない。

## 系統関係
細胞の後方だけに1本のみの鞭毛を有する遊走細胞は真核生物において希にしか知られず、他には動物界に属する生物の遊走細胞である精子がこの性質を持つ。これは真核生物の中で菌界と動物界が近縁な群である事を示唆するが、近年の分子系統学の研究もこれを支持する結果を導き出している。動物・菌類・襟鞭毛虫を含む系統はオピストコンタと呼ばれる。
ツボカビ類は，菌類でもっとも原始的な群だと考えられる。菌類のそれ以外の群との関係は不明な点が多いが、接合菌のバシジオボルスがツボカビ類に近縁との説が浮上している。
なお、水中で見られるカビに似た生物は、一般にミズカビと呼ばれ、ミズカビという和名を持つものもある。しかし、それらの大部分は卵菌といわれるグループに属する。この卵菌は非常に菌類的な性質の生物であり、しかも鞭毛を持つ遊走子を作ることから、かつてはツボカビ門と卵菌門、それにサカゲツボカビ門を併せて鞭毛菌門（あるいは接合菌をあわせて藻菌類）というグループにまとめられていた。しかし、後の二群は現在では菌界に属するものではなく、黄色植物やラビリンチュラ類と同じストラメノパイルと呼ばれる群に属することが判明している。

## 分類
古くは菌糸を発達させるものを含め、遊走細胞を生じる菌的な生物すべてを鞭毛菌と呼び、上記のミズカビなどもこれに含めた。後に卵菌類とサカゲカビ類がこれから外され、残りの菌界に属するものすべてをこの門に含めた。それは以下のようなものである。
- Cytridiomycota ツボカビ門
  - Cytridiomycetes ツボカビ綱
    - Chytridiales　ツボカビ目：球形の細胞体で、内部がすべて胞子になるもの、および、それに仮根状菌糸があるもの、それらが細い菌糸でつながったものなど。フクロカビ(Olpidium)、サビフクロカビ(Synchytrium)、ツボカビ(Chytridium)、クモノスツボカビ(Nowakowskiella)など。サビフクロカビには、ジャガイモに癌腫病を起こすものがある。
    - Blastocladiales　コウマクノウキン目：菌糸体が発達するが、その基部には基底細胞があり、そこから上に菌糸をのばし、下に仮根状菌糸を出す。カワリミズカビ(Allomyces)、ボウフラキン(Coelomomyces)など
    - Monoblepharidales　サヤミドロモドキ目：よく発達した菌糸体からなる。サヤミドロモドキ(Monoblepharis)など

後に脊椎動物に寄生するネオカリマスティクスがこの群に含まれることが判明した。しかし分子系統等の知見から、菌類の分類体系に見直しが入った結果、この門は細分された。他にこの門に含めたものではコウマクノウキン目のものがこの門から独立させられた。以下にHibbert et al.(2007)の体系を示す。
- Chitridiomycota：ツボカビ門
  - Chytridiomycetes：ツボカビ綱
    - Chitridiales：ツボカビ目
    - Rhizophydiales
    - Spizellomycetales

  - Monoblepharidomycetes：サヤミドロモドキ綱
    - Monoblepharidales：サヤミドロモドキ目
- Neocallimastigomycota：ネオカリマスティクス門
- Blastcladiomycota：コウマクノウキン門

なお、ツボカビ目に所属すると考えられていた細胞内性の菌寄生菌であるロゼラ Rozella はこの群を離れてCryptomycota という門に含まれることになった。